# Rallui
Rallui és un despoblat pertanyent al municipi de Beranui, a la Baixa Ribagorça, dins de la província d'Osca. Situat a 1.300 metres sobre el nivell del mar en un coster, al vessant meridional del coll de Planatossal.

## Monuments
- Església romànica de segle xi amb reformes del XII. Antigament va estar dedicada a Sant Climent i actualment a Santa Àgueda. Depenia de Santa Maria d'Ovarra.[3][4]
- Ermita romànica de Sant Vicenç, en ruïnes.